# Vernazza
Vernazza é uma comuna italiana da região da Ligúria, Província de La Spezia, com cerca de 1 060 habitantes. Estende-se por uma área de 12 km², tendo uma densidade populacional de 88 hab./km². Faz fronteira com Beverino, Monterosso al Mare, Pignone, Riccò del Golfo di Spezia, Riomaggiore.
É uma das localidades que compõem as famosas Cinque Terre.
Faz parte da rede das Aldeias mais bonitas de Itália.

## Demografia
| Variação demográfica do município entre 1861 e 2011                               |
|                                                                                   |
| Fonte: Istituto Nazionale di Statistica (ISTAT) - Elaboração gráfica da Wikipedia |